# Solomon Tsige
Solomon Tsige (* 23. Januar 1985 in Chacha (Äthiopien)) ist ein äthiopischer Langstreckenläufer, der sich auf den Marathon spezialisiert hat.
Er startete zunächst auf der Halbmarathondistanz und wurde Fünfter bei den Halbmarathon-Weltmeisterschaften 2004 in Neu-Delhi.
2008 wechselte er auf die volle Distanz, kam aber beim Amsterdam-Marathon in 2:13:23 h nur auf Platz 13. Nach einem 12. Platz beim Dubai-Marathon 2009 glückte ihm sein bislang größter Erfolg beim Hamburg-Marathon desselben Jahres, den er in 2:11:47 h für sich entschied.